# Geneston
Geneston (prononcé [ ʒə.nɛ.tɔ̃]) est une commune française de l'Ouest de la France, située dans le département de la Loire-Atlantique, en région Pays de la Loire.

## Géographie

### Situation

Situation de la commune de Geneston dans le département de la Loire-Atlantique.

Geneston est une commune du canton d'Aigrefeuille située à une quinzaine de kilomètres au sud de Nantes. Ce territoire est uniformément plat tout en faisant partie de la dépression de Grand Lieu.
Les communes limitrophes sont, Saint-Philbert-de-Grand-Lieu, Pont-Saint-Martin, La Chevrolière, Le Bignon, Montbert, Saint-Colomban en Loire-Atlantique et Saint-Philbert-de-Bouaine en Vendée.
| La Chevrolière               | Le Bignon |                                  |
| Saint-Philbert-de-Grand-Lieu | Géneston  | Montbert                         |
| Saint-Colomban               |           | Saint-Philbert-de-Bouaine Vendée |

### Géographie physique

#### Topographie et hydrographie
L'altitude oscille entre 14  et   39 mètres. Geneston est traversée par trois petits ruisseaux dont le ruisseau du Redour.

### Climat
Pour des articles plus généraux, voir Climat des Pays de la Loire et Climat de la Loire-Atlantique.
En 2010, le climat de la commune est de type climat océanique franc, selon une étude du CNRS s'appuyant sur une série de données couvrant la période 1971-2000. En 2020, Météo-France publie une typologie des climats de la France métropolitaine dans laquelle la commune est exposée à un climat océanique et est dans la région climatique  Bretagne orientale et méridionale, Pays nantais, Vendée, caractérisée par une faible pluviométrie en été et une bonne insolation.
Pour la période 1971-2000, la température annuelle moyenne est de 12 °C, avec une amplitude thermique annuelle de 13,6 °C. Le cumul annuel moyen de précipitations est de 823 mm, avec 12,5 jours de précipitations en janvier et 6,5 jours en juillet. Pour la période 1991-2020, la température moyenne annuelle observée sur la station météorologique de Météo-France la plus proche, sur la commune de Rocheservière à 13 km à vol d'oiseau, est de 12,4 °C et le cumul annuel moyen de précipitations est de 831,3 mm,. Pour l'avenir, les paramètres climatiques de la commune estimés pour 2050 selon différents scénarios d'émission de gaz à effet de serre sont consultables sur un site dédié publié par Météo-France en novembre 2022.

## Urbanisme

### Typologie
Au 1er janvier 2024, Geneston est catégorisée bourg rural, selon la nouvelle grille communale de densité à sept niveaux définie par l'Insee en 2022.
Elle appartient à l'unité urbaine de Geneston, une agglomération intra-départementale regroupant deux  communes, dont elle est ville-centre,,. Par ailleurs la commune fait partie de l'aire d'attraction de Nantes, dont elle est une commune de la couronne,. Cette aire, qui regroupe 116 communes, est catégorisée dans les aires de 700 000 habitants ou plus (hors Paris),.

### Occupation des sols
L'occupation des sols de la commune, telle qu'elle ressort de la base de données européenne d’occupation biophysique des sols Corine Land Cover (CLC), est marquée par l'importance des territoires agricoles (72,3 % en 2018), en diminution par rapport à 1990 (78,1 %). La répartition détaillée en 2018 est la suivante : 
prairies (27,9 %), terres arables (24,5 %), zones urbanisées (20,7 %), zones agricoles hétérogènes (19,9 %), espaces verts artificialisés, non agricoles (3,6 %), forêts (3 %), zones industrielles ou commerciales et réseaux de communication (0,4 %). L'évolution de l’occupation des sols de la commune et de ses infrastructures peut être observée sur les différentes représentations cartographiques du territoire : la carte de Cassini (XVIIIe siècle), la carte d'état-major (1820-1866) et les cartes ou photos aériennes de l'IGN pour la période actuelle (1950 à aujourd'hui).

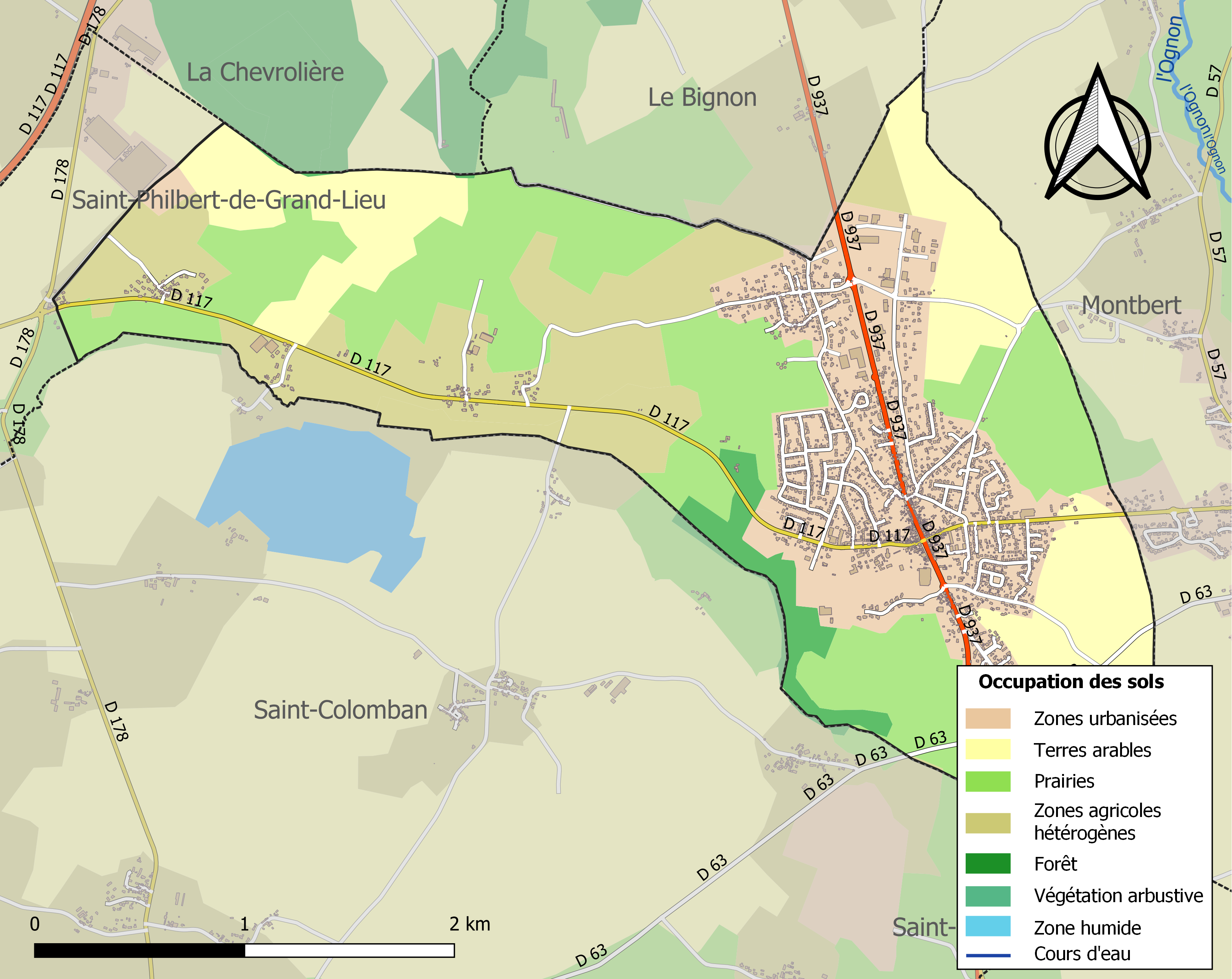
Carte des infrastructures et de l'occupation des sols de la commune en 2018 (CLC).

## Toponymie
La commune est située sur la limite entre poitevin et gallo. En gallo, le nom de la commune est écrit Jenèstan ou Jenéton selon l'écriture ABCD; Jeneston selon l'écriture ELG, ou Jnéton selon l'écriture MOGA. En gallo, le nom de la commune se prononce [ ʒnetɔ̃], [ ʒnɛtɛ̃] et [ ʒənɛstɑ̃],.
La forme bretonne proposée par l'Office public de la langue bretonne est Banaleg-ar-Gevred.

## Histoire

### Les origines
On retrouve des traces de la présence de l'Homme à Geneston. Les premières traces de sédentarisation remontent probablement au Ve siècle, lors de la fondation d'une maladrerie-léproserie.

### Moyen Âge
En l'année 1147, six religieux et deux novices envoyés par Bernard Ier, évêque de Nantes, viennent s'établir à Geneston et créent un monastère sous l'invocation de sainte Marie-Madeleine (sœur de Lazare). Cette terre, gérée par les moines augustins dès 1147, devient ensuite une possession épiscopale. Quinze ans plus tard, le pape Alexandre III approuve les règles de la communauté et lui accorde sa protection.
En 1163, une bulle papale érige le petit monastère religieux en abbaye. L'abbé, seigneur du lieu, a droit de haute justice, de foire et de marché.

### Période moderne
Les biens de l'abbaye sont vendus à la Révolution. En mars 1793, les habitants de Geneston (Gesnestonnais) se révoltent et entrent ensuite dans l'armée de Charette. Ils prennent part aux combats de Machecoul, Pont-James et Fontenay. En février 1794, on compte 16 tués par les Mayençais sur le territoire de la commune de Geneston.
En 1796, Geneston est rattachée provisoirement à Montbert. C'est grâce aux démarches du premier maire, Georges Gaudet, que Geneston va conquérir définitivement son indépendance. La rivalité entre Geneston et Montbert va durer longtemps en réalité. Plusieurs demandes sont faites, en 1807, en 1870, mais sans résultat.
En 1832, Geneston se retrouve très concerné par une dernière tentative de soulèvement royaliste. Fermement décidée à faire reconnaître les droits estimés légitimes de son fils Henry, futur Comte de Chambord, au trône de France occupé depuis juillet 1831 par Louis-Philippe, Marie-Caroline de Bourbon-Siciles, duchesse de Berry, arrive dans le secteur le 15 mai. Elle séjourne le 17 mai au domaine de Bellecour à Montbert et le 18 et 19 mai au lieu-dit « Chez Marc » à Geneston. De violents combats sporadiques éclatent alors dans les communes environnantes du 24 au 31. La tentative sera un échec. Réfugiée à Nantes à partir du 9 juin Marie-caroline y est arrêtée le 7 novembre, emprisonnée pendant quelques mois à Blaye et définitivement exilée ensuite.

### XXesiècle
En 1900, le projet de séparation est refusé et un accord n'intervient que le 1er juillet 1954. Geneston redevient commune à part entière à partir du 1er janvier 1955 et développe son commerce et ses petites manufactures.

## Politique et administration

### Liste des maires
| Période       | Période                   | Identité        | Étiquette | Qualité |
| ------------- | ------------------------- | --------------- | --------- | --- |
| décembre 1954 | mars 1959                 | Georges Gaudet  |           | |
| mars 1959     | décembre 1973 (démission) | Louis Gralon    |           | Garagiste |
| décembre 1973 | mars 1989                 | Léon Jaumouillé |           | Exploitant agricole                                                                                                   |
| mars 1989     | mars 2008                 | Michel Garnier  | DVG       | Agent de maîtrise |
| mars 2008     | mars 2014                 | Gérard Gouraud  | DVD       | Retraité de la santé, chercheur associé au CNRS                                                                       |
| mars 2014     | En cours                  | Karine Paviza   | DVD       | Comptable Conseillère départementale de Saint-Philbert-de-Grand-Lieu (2015 → ) Vice-présidente de la CC de Grand Lieu |

### Jumelage, et liens d'amitié
La commune de Geneston est jumelée avec :
- Covelo, commune espagnole située dans la province de Pontevedra et la communauté autonome de Galice.

La commune entretient des liens d'amitié avec :
- Fénis, commune francophone italienne située en Vallée d'Aoste

## Population et société

### Démographie

#### Évolution démographique
Les données concernant 1793 sont perdues. La commune est réunie à Montbert de 1801-1806 à 1954.
L'évolution du nombre d'habitants est connue à travers les recensements de la population effectués dans la commune depuis 1800. Pour les communes de moins de 10 000 habitants, une enquête de recensement portant sur toute la population est réalisée tous les cinq ans, les populations de référence des années intermédiaires étant quant à elles estimées par interpolation ou extrapolation. Pour la commune, le premier recensement exhaustif entrant dans le cadre du nouveau dispositif a été réalisé en 2007.

En 2022, la commune comptait 3 691 habitants, en évolution de +1,46 % par rapport à 2016 (Loire-Atlantique : +6,68 %, France hors Mayotte : +2,11 %).
| 1800  | 1954 | 1962 | 1968 | 1975  | 1982  | 1990  | 1999  | 2006  |
| ----- | ---- | ---- | ---- | ----- | ----- | ----- | ----- | ----- |
| 1 119 | 719  | 821  | 952  | 1 252 | 1 595 | 1 958 | 2 214 | 3 233 |

| 2007  | 2012  | 2017  | 2022  | - | - | - | - | - |
| ----- | ----- | ----- | ----- | - | - | - | - | - |
| 3 380 | 3 592 | 3 641 | 3 691 | - | - | - | - | - |

#### Pyramide des âges
La population de la commune est relativement jeune.
En 2018, le taux de personnes d'un âge inférieur à 30 ans s'élève à 38,1 %, soit au-dessus de la moyenne départementale (37,3 %). À l'inverse, le taux de personnes d'âge supérieur à 60 ans est de 20,0 % la même année, alors qu'il est de 23,8 % au niveau départemental.
En 2018, la commune comptait 1 820 hommes pour 1 828 femmes, soit un taux de 50,11 % de femmes, légèrement inférieur au taux départemental (51,42 %).
Les pyramides des âges de la commune et du département s'établissent comme suit.
| Hommes | Classe d’âge | Femmes |
| ------ | ------------ | ------ |
| 0,5    | 90 ou +      | 2,5    |
| 3,8    | 75-89 ans    | 5,6    |
| 13,8   | 60-74 ans    | 13,8   |
| 22,2   | 45-59 ans    | 20,8   |
| 19,9   | 30-44 ans    | 20,7   |
| 17,7   | 15-29 ans    | 16,2   |
| 22,0   | 0-14 ans     | 20,4   |

| Hommes | Classe d’âge | Femmes |
| ------ | ------------ | ------ |
| 0,6    | 90 ou +      | 1,8    |
| 6      | 75-89 ans    | 8,6    |
| 15,1   | 60-74 ans    | 16,4   |
| 19,4   | 45-59 ans    | 18,8   |
| 20,1   | 30-44 ans    | 19,3   |
| 19,2   | 15-29 ans    | 17,4   |
| 19,5   | 0-14 ans     | 17,6   |

## Économie
La commune dispose d'un parc d'activités : la ZA de la Croix Danet.

## Vie locale

### Média
Stefline Radio est une webradio Associative du Vignoble nantais, régie par une association culturelle créée en juin 2009.
L'émission de divertissement "Les Chacals", diffusée sur Twitch depuis 2020 possède ses studios à Geneston depuis 2023,.

### Écologie et recyclage
La communauté de communes de Grand Lieu gère la collecte de la commune. Il y a une collecte hebdomadaire pour les ordures ménagères ainsi que pour les ordures issues du tri sélectif. La déchèterie dont dépend la commune se situe le site de « l'Hommeau », dans la commune même.

### Enseignement
Geneston est rattachée à l'académie de Nantes. La commune possède deux écoles primaires :
- École publique Marcel-Pagnol ;
- École privée Sainte-Marie-Madeleine.

### Sports
La commune de Geneston est équipée très correctement pour la pratique du sport.
Elle possède les équipements suivants :
- une salle des sports ;
- un terrain de football en herbe ;
- un terrain de football synthétique (inaugurée le 20 novembre 2010[31]) ;
- un petit terrain de basket et course à pied ;
- un centre équestre.

Le sport le plus pratiqué à Geneston est le football, organisé par le club Espoir Sud Loire qui regroupe les activités de Geneston et du Bignon (commune voisine).
La commune possède une offre sportive attractive et diversifiée. Les sports suivants sont encadrés par des clubs sur la commune de Geneston :
- Basket-ball avec le club MGB Basket (Montbert-Geneston-Le Bignon Basket)
- Badminton avec le club ASBG
- Cyclisme avec le club USG Cyclisme
- Danse, théâtre, zumba, fitness avec l’association Geneston Loisirs
- Équitation
- Football avec le club ASSL
- Gymnastique avec l'association Geneston Loisirs
- Karaté avec le Karaté Club de Geneston
- Tennis de table avec l'Entente Pongiste du Sud-Loire
- Randonnée pédestre avec le club Geneston Randonnée, qui organise notamment la Rando des Huîtres au début du printemps depuis 22 ans

### Cultes
Culte catholique
Geneston, rattaché au diocèse de Nantes, fait partie de la paroisse catholique Saint-Gabriel qui comporte d'autres communautés : Aigrefeuille-sur-Maine, Le Bignon, Montbert, La Planche, Remouillé et Vieillevigne.

## Patrimoine et culture locale

### Lieux et monuments
• L'abbaye Sainte-Marie-Madeleine de Geneston, abbaye de chanoines réguliers de l'Ordre de Saint-Augustin, fondée au XIIe siècle et détruite en 1794.
• Église paroissiale Sainte-Marie-Madeleine, édifiée à la fin du XIXe siècle sur l'ancien cimetière de l'abbaye.

### Héraldique
| Blason | Blasonnement : De sable à l'agneau pascal d'argent portant bannière du même avec une croisette de gueules, accompagné en chef à dextre d'une étoile d'or. Commentaires : Sceau de l'abbaye de Saint-Jean-de-Geneston (Brevet d'Hozier). |

### Personnalités liées à la commune

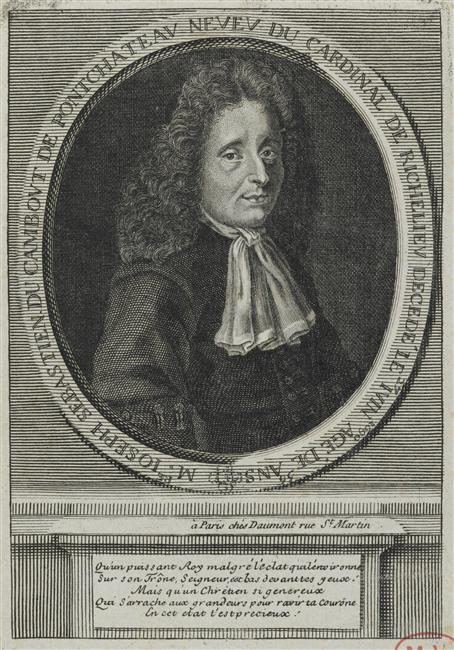
Sébastien-Joseph du Cambout de Pontchâteau (1634-1690).

- Sébastien-Joseph du Cambout de Coislin dit « de Pontchâteau » (1634-1690), neveu du cardinal de Richelieu, abbé de Saint-Gildas-des-Bois, de La Vieville et de Geneston, dont il se démit en 1665 « pour mener une vie pénitente et inconnue ».
- Philibert Delorme (1510-1570), architecte du roi sous François Ier et Henri II qui, sur les papiers les plus officiels, mentionnait son titre d'Abbé de Geneston.
- Mgr Rogatien Martin (1849-1912), né à Geneston, évêque des Îles Marquises, qui avait sa résidence à Hiva Oa. Sa tombe voisine celle de Paul Gauguin, peintre dont il a célébré les funérailles, et celle de Jacques Brel.
- Jean-Baptiste Legeay (1897-1943), membre des Frères de l'instruction chrétienne de Ploërmel, né à Geneston, résistant, décapité à la hache à Cologne.